# Bolbochromus ludekingi
Bolbochromus ludekingi är en skalbaggsart som beskrevs av Lansberge 1886. Bolbochromus ludekingi ingår i släktet Bolbochromus och familjen Bolboceratidae. Inga underarter finns listade.